# Metoda nulového kontaktu
Metoda nulového kontaktu, často se také nazývá pravidlo nulového kontaktu, (anglicky No contact rule)  je psychologická obranná technika, která se používá pro zvládání interakcí a komunikaci s obtížnými nebo manipulativními lidmi, zejména s těmi, kdo vykazují narcistické sklony, poruchy osobnosti nebo toxické způsoby chování. Také slouží jako forma vyrovnání se s nepříjemnými pocity po rozchodu partnerského vztahu nebo po rozvodu manželství.
Tato technika zahrnuje absolutní přerušení veškeré komunikace a kontaktu s osobou, která vykazuje narcistické nebo toxické rysy. Někteří lidé mohou využívat emocionální manipulaci a časté zraňující chování, což bývá náročné pro jejich partnery či blízké osoby. Cílem této metody je chránit vlastní duševní zdraví a pomoci se od těchto negativních vlivů odpoutat. Používá se zejména pokud selžou ostatní metody zahrnující komunikaci a kontakt, a to zejména metoda šedé skály (The Gray Rock Method) zahrnující minimalizaci prožívání emocí a reakcí při komunikaci, aby se protějšek „nekrmil“ pozorností a také metoda žluté skály (The Yellow Rock Method), která přidává navíc zdvořilost, ale stále udržuje emocionální odstup.

## Provedení metody nulového kontaktu
Cílem provádění metody nulového kontaktu je ochrana duševního zdraví. Cílem této metody je zabránit dalšímu emocionálnímu a psychickému vlivu takových osob.
- Úplné přerušení kontaktu a blokace na všech platformách: Nepřijímání nebo nereagování na telefonní hovory, textové zprávy a e-maily se nazývá silent treatment.[2] Lze blokovat telefonní čísla, e-mailové adresy a profily na sociálních sítích. Fyzický kontakt s danou osobou by měl být eliminován. Jakákoli forma reakce, i negativní, může poskytnout motivaci k dalšímu kontaktu.
- Mentální přerušení kontaktu: Zahrnuje vyhýbání se myšlenkám na osobu, která byla předmětem přerušení kontaktu či vyhýbání se vzpomínkám na interakce s touto osobou. Tento krok má za cíl přerušit emocionální vazby a získat kontrolu nad vlastními pocity.[3]
- Zamezení nepřímého kontaktu a působení „létajících opic“: Zamezení sdílení informací o sobě prostřednictvím společných známých, protože narcista může tyto osoby využít k manipulativnímu návratu do vašeho života. Těmto osobám se také říká tzv. „létající opice“.[4]
- Minimalizace náhodného kontaktu: V situacích, kdy je pohyb ve společných prostředích nevyhnutelný, je vhodné omezit kontakt na nezbytné minimum. Pokud to okolnosti umožňují, je lepší se těmto místům vyhnout, aby se předešlo neplánovaným interakcím.
- Připravenost na emocionální reakci: Tato metoda může vyvolat negativní emocionální reakce narcisty, například hněv, nenávist či obviňování. Je možné, že budou následovat emocionální nátlaky.
- Důležitost podpora v procesu zotavení: Hledání podpory u přátel, rodiny nebo odborníka na duševní zdraví, jako je psycholog nebo psychoterapeut, může usnadnit zotavení a pomoci překonat negativní vliv narcistických osob.